# Catisfield
Catisfield – część miasta Fareham w Anglii, w hrabstwie Hampshire, w dystrykcie Fareham. Leży 26 km na południowy wschód od miasta Winchester i 106 km na południowy zachód od Londynu.